# Club Atlético Nueva Chicago
El Club Atlético Nueva Chicago és un club de futbol argentí de la ciutat de Buenos Aires, al barri de Mataderos.

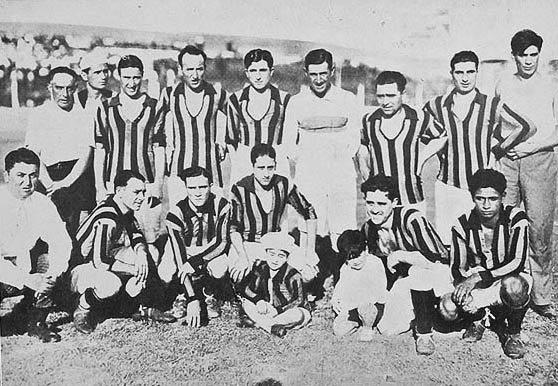
Nueva Chicago campió de Primera B el 1930.

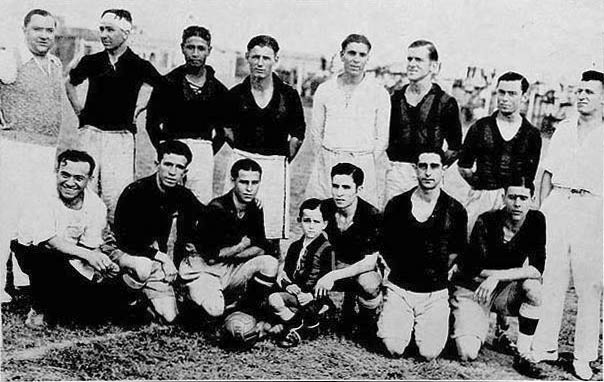
Nueva Chicago campió el 1933 de la opa Competencia Jockey Club.

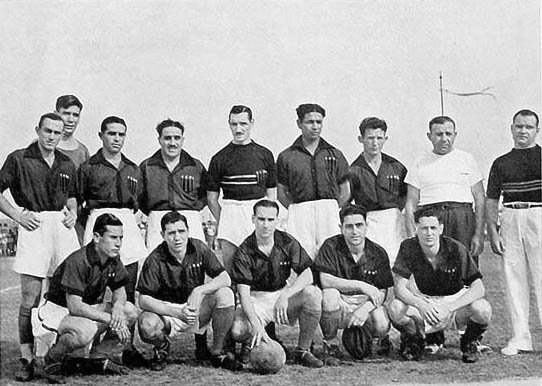
Nueva Chicago campió de Primera C el 1940.

El club va ser fundat l'1 de juliol de 1911 amb el nom Los Unidos de Nueva Chicago.
Guanyà el campionat de Primera B per primer cop l'any 1930, vencent All Boys i Temperley i ascendí a primera divisió, on jugà diverses campanyes. El 1933 guanyà la Copa Competencia Jockey Club.

## Palmarès
- Copa de Competencia Jockey Club (1): 1933
- Primera B (3): 1930, 1981, 2013-14
- Primera C (1): 1940